# Rudtjärnen (Färila socken, Hälsingland)
Rudtjärnen är en sjö i Ljusdals kommun i Hälsingland och ingår i Ljusnans huvudavrinningsområde.